# Frank Doubleday
Frank Doubleday (Norwich (Connecticut), 28 de enero de 1945 – 3 de marzo de 2018) fue un actor estadounidense, que actuó de forma habitual como villanos. Entr sus actuaciones más destacadas, se incluyen las películas Asalto a la comisaría del distrito 13 (Assault on Precinct 13) (1976) y 1997: rescate en Nueva York (Escape from New York) (1981), ambas dirigidas per John Carpenter.
Doubleday nació en Norwich (Connecticut) pero se trasladó a Los Ángeles con su familia cuando era un niño.
Aparte de su faceta como autor, Doubleday dio clases en el Hollywood Court Theater.
Se casó con la actriz Christina Hart con la que estuvo casado durante 40 años y con la que tuvo dos hijasː Kaitlin Doubleday y Portia Doubleday. Doubleday murió por un cáncer de esófago a los 73 años en su casa de Los Ángeles.

## Filmografía
| Año  | Título en España                                | Título original                        | Papel                     |
| ---- | ----------------------------------------------- | -------------------------------------- | ------------------------- |
| 1976 | The First Nudie Musical                         | The First Nudie Musical                | Arvin                     |
| 1976 | Amor bajo fianza                                | Alex & the Gypsy                       | Prisionero                |
| 1976 | Asalto a la comisaría del distrito 13           | Assault on Precinct 13                 | Señor de la guerra blanco |
| 1977 | Abar, the First Black Superman                  | Abar, the First Black Superman         | Tough                     |
| 1978 | The Big Fix                                     | The Big Fix                            | Socio de Jonah            |
| 1979 | Los primeros golpes de Butch Cassidy y Sundance | Butch and Sundance: The Early Days     | Segundo forajino          |
| 1981 | 1997: rescate en Nueva York                     | Escape from New York                   | Romero                    |
| 1985 | Angel 2                                         | Avenging Angel                         | Miles Gerrard             |
| 1985 | Motín en el planeta prisión                     | Space Rage                             | Cirujano de cerebro       |
| 1986 | Nómadas                                         | Nomads                                 | Razor                     |
| 1987 | Al filo de la noticia                           | Broadcast News                         | Mercenario                |
| 1989 | L.A. Bounty                                     | L.A. Bounty                            | Rand                      |
| 1991 | Dollman                                         | Dollman                                | Cloy                      |
| 1991 | Shakespeare's Plan 12 from Outer Space          | Shakespeare's Plan 12 from Outer Space | Malvolio                  |